# Babango
Babango (auch Mobango) ist eine Bantusprache und wird von circa 2550 Menschen in der Demokratischen Republik Kongo gesprochen. Sie ist in der Provinz Tshopo um Basoko verbreitet.

## Klassifikation
Babango bildet mit den Sprachen Bangala, Boloki, Budza, Lingála, Lusengo und Ndolo die Lusengo-Gruppe und gehört zur Guthrie-Zone C40. Sie ist mit der Sprache Budza verwandt.